# 1 500 mètres masculin aux Jeux olympiques d'été de 1932 (athlétisme)
Pour un article plus général, voir Athlétisme aux Jeux olympiques d'été de 1932.
Navigation
Amsterdam 1928 Berlin 1936
L'épreuve du 1 500 mètres masculin aux Jeux olympiques de 1932 s'est déroulée les 3 et 4 août 1932 au Los Angeles Memorial Coliseum de Los Angeles, aux États-Unis. Elle est remportée par l'Italien Luigi Beccali.

## Résultats

### Finale
| Rang               | Athlète                | Pays             | Temps        | Notes |
| ------------------ | ---------------------- | ---------------- | ------------ | ----- |
| Médaille d'or      | Luigi Beccali          | Italie           | 3 min 51 s 2 | OR    |
| Médaille d'argent  | Jerry Cornes           | Grande-Bretagne  | 3 min 52 s 6 |       |
| Médaille de bronze | Phil Edwards           | Canada           | 3 min 52 s 8 |       |
| 4                  | Glenn Cunningham       | États-Unis       | 3 min 53 s 4 |       |
| 5                  | Eric Ny (en)           | Suède            | 3 min 54 s 6 |       |
| 6                  | Norwood Hallowell (en) | États-Unis       | 3 min 55 s 0 |       |
| 7                  | Jack Lovelock          | Nouvelle-Zélande | 3 min 57 s 8 |       |
| 8                  | Frank Crowley (en)     | États-Unis       | 3 min 58 s 1 |       |
| 9                  | Martti Luomanen (en)   | Finlande         | 3 min 58 s 4 |       |
| 10                 | Harry Larva            | Finlande         | 3 min 58 s 4 |       |
| —                  | Eino Purje             | Finlande         | DNF          |       |
| —                  | Eddie King (en)        | Canada           | DNS          |       |